# Elymnias vasudeva
Elymnias vasudeva är en fjärilsart som beskrevs av Moore 1857. Elymnias vasudeva ingår i släktet Elymnias och familjen praktfjärilar. Inga underarter finns listade i Catalogue of Life.

## Bildgalleri

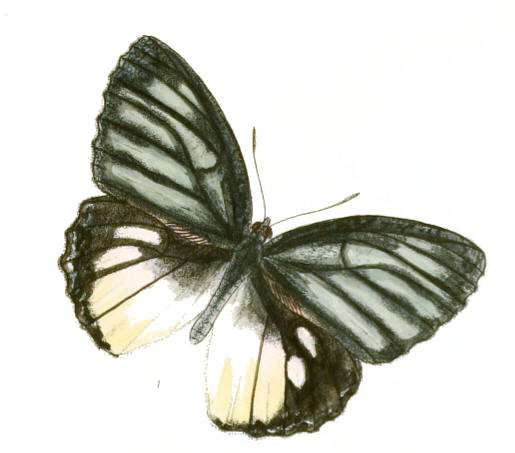
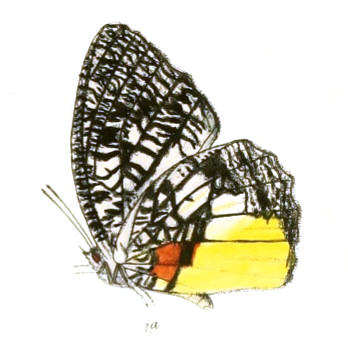
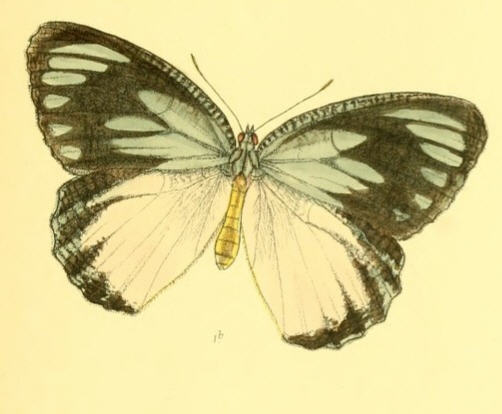
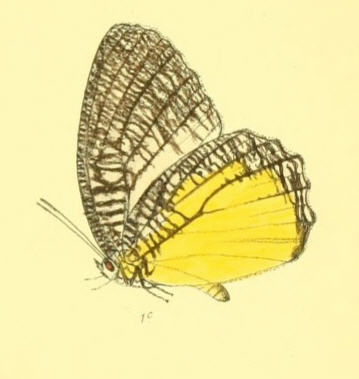
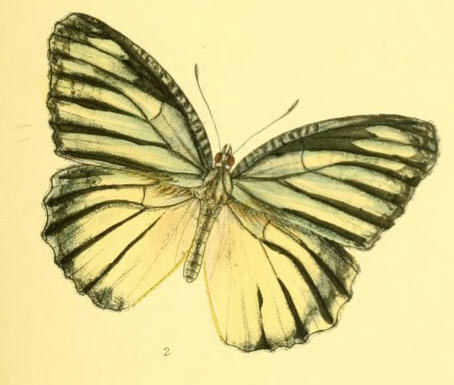
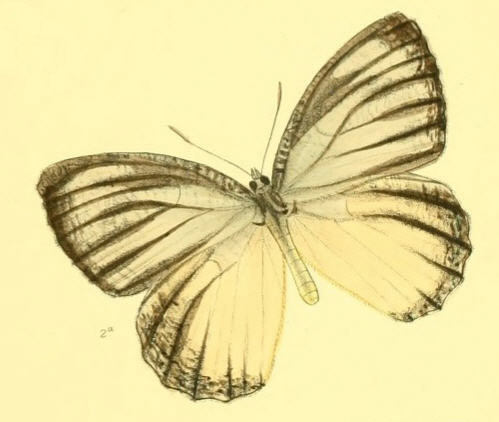